# Bermudo I das Astúrias
Vermudo I das Astúrias (em castelhano: Bermudo ou Vermudo I de Asturias; c. 740 —797), filho de Fruela da Cantábria, foi Rei das Astúrias de 788 até a 791.  A sua alcunha, o Diácono, deve-se ao facto de ser diácono antes e depois de ter subido ao trono.

## Biografia
Considerado como um rei generoso, magnânimo e iluminado, para a época, subiu ao trono depois da morte em 788 do rei Mauregato. Os primeiros dois anos do seu reinado foram pacíficos, mas na primavera de 791 sofreu vários ataques muçulmanos em Álava, Castela e na Galiza. Após uma dura derrota em Abril de 791 causada pelas tropas atacantes que provinham das hostes andalusinos de Hixame I em El Bierzo, decidiu que era necessário para reinar um homem mais jovem. Abdicou do trono em o seu sobrinho Afonso II que foi ungido rei em 14 de Setembro do mesmo ano.

## Matrimónio e descendência
Foi casado com Ozenda (Adosinda) que nas crónicas de Lucas de Tui é chamada Nunilo, de quem teve:
- Ramiro I (ca. 789-850) que, à morte do rei Afonso II em 843, lhe sucedeu no trono.[4]

Possivelmente foi o pai de (não há provas documentais):
- Pedro Theon (morto depois de 867), o pai de Vimara Peres.[5]

## Bibliografía
- Martínez Díez, Gonzalo (2004). El Condado de Castilla(711-1038): la historia frente a la leyenda (em espanhol). Valladolid: Junta de Castilla y León. ISBN 84-9718-275-8